# Émetteur de Hosingen

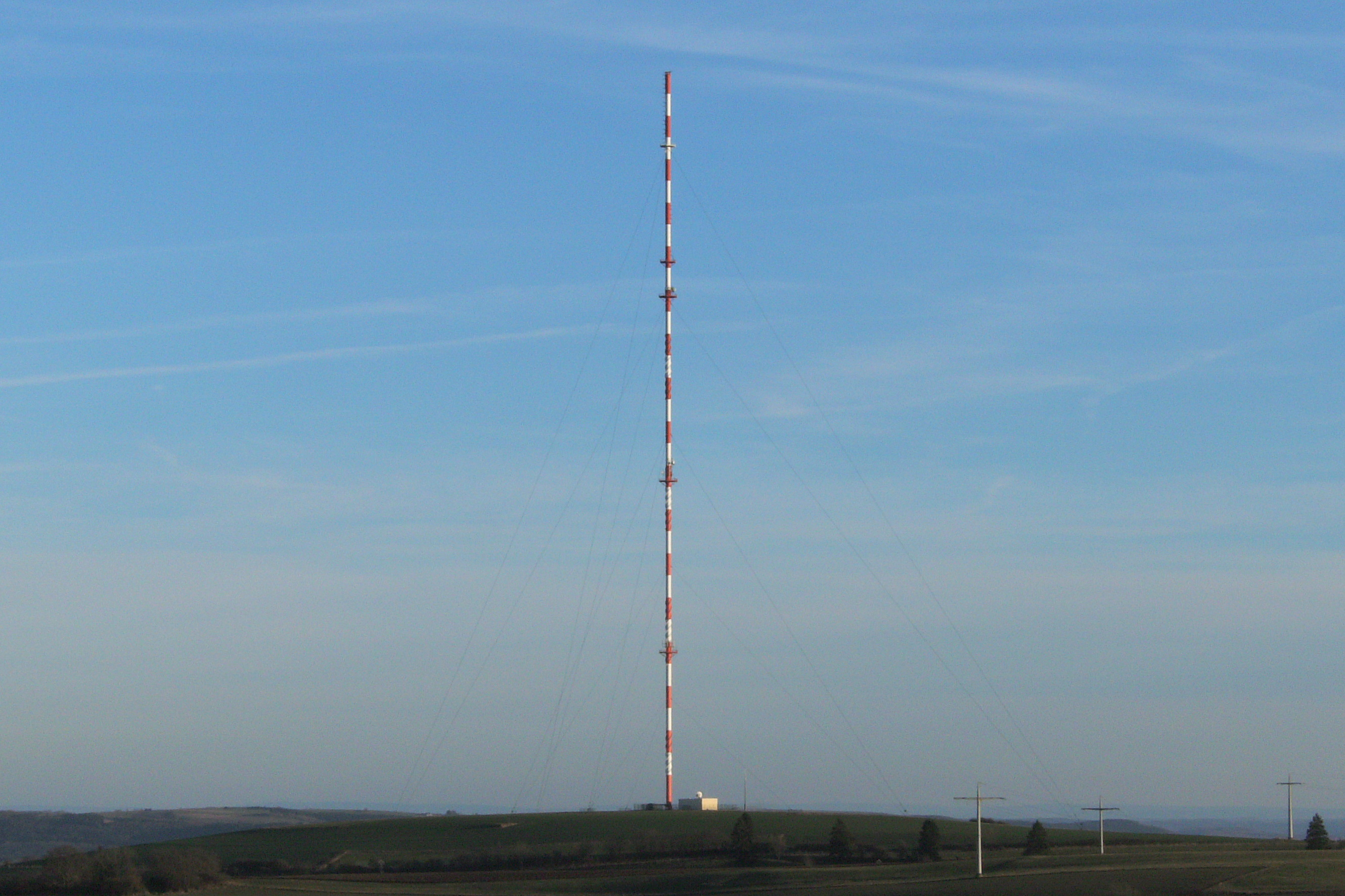
L'émetteur FM de Hosingen.

L'émetteur de Hosingen, situé au nord du Luxembourg à Hosingen dans la commune de Parc Hosingen, est un site d'émission de RTL, assurant la diffusion en ondes ultra-courtes (modulation de fréquence, FM), depuis le début des années 1970.
Ce type d'émission a d'abord débuté à Junglinster, le site historique, au nord-est de la capitale, à la fin des années 1950, puis à Marnach, à proximité de Hosingen. Initialement site d'émission en ondes moyennes, Marnach était également un site d'émission FM durant les années 1960, mais le pylône supportant l'antenne s'effondre accidentellement en 1969. Les travaux de construction du nouvel émetteur à Hosingen débutent l'année suivante. Il remplace progressivement les émetteurs FM des autres sites.
Le système rayonnant est monté sur un pylône en forme de tube d'acier d'environ 2 m de diamètre, haubané, d'une hauteur de 300 m, la hauteur du dispositif au-dessus du sol étant particulièrement importante pour ce type de modulation. Les antennes proprement dites sont disposées à plusieurs niveaux autour du pylône. La diffusion se fait d'abord en mono puis en stéréo et RDS. Les émetteurs de 10 kW de puissance de sortie (la puissance apparente rayonnée est supérieure) sont fournis par Telefunken (aujourd'hui Transradio). Cette antenne est la plus haute de celles utilisées par RTL (devant Beidweiler: 290 m et Dudelange: 285 m).
Le site sert actuellement à la diffusion du programme allemand sur la fréquence 97 MHz et du programme luxembourgeois sur la fréquence 92,5 MHz. L'antenne fut utilisée également pour la diffusion TV, durant une période limitée, il y a quelques années. Aujourd'hui, c'est l'émetteur TV de Dudelange, au sud du pays, à la frontière française, qui est également devenu un site d'émission FM. La gestion de l'émetteur de Hosingen, comme  celle des autres émetteurs de RTL, est assurée par la société BCE (Broadcasting Center Europe), une filiale de RTL Group. Les programmes radio sont réalisés à Luxembourg-ville dans le quartier du Kirchberg, depuis la reconversion du site de la villa Louvigny, débutée au début des années 1990.
Depuis février 2016, est diffusé depuis cet émetteur la radio francophone luxembourgeoise L'essentiel radio sur la fréquence 107,7 FM.